# 梯角鹿科
梯角鹿科（学名：Climacoceratidae）是生活在中新世非洲的一类外表似鹿的偶蹄目动物。它们与长颈鹿的祖先关系密切，有些属，如原利比鹿属，最初被归类为长颈鹿科。
梯角鹿属，即现在的梯角鹿科的模式属，最初被归入古鹿科，后来又归入长颈鹿科。1978年，W.D.汉密尔顿建立了一个新的科，把它放在长颈鹿总科中靠近长颈鹿科的位置上。
它们与长颈鹿的不同之处在于它们的鹿角状皮骨角是由不同的骨头衍生而来的。